# کورجی (بوتان)
کورجی (به لاتین: Kurjey) یک منطقهٔ مسکونی در بوتان (کشور) است که در استان بومتهنگ واقع شده‌است.